# Alf Andersen
Alf Steen Andersen (Drammen, 5 mei 1906 - Frogn, 12 april 1975) was een Noors schansspringer. Andersen won tijdens de Olympische Winterspelen 1928 de gouden medaille bij het schansspringen. Zeven later veroverde Andersen de bronzen medaille tijdens de wereldkampioenschappen.

## Resultaten
- Olympische Winterspelen 1928 in Sankt Moritz  op de grote schans
- Wereldkampioenschappen 1935 in Wysokie Tatry  op de grote schans

1924: Jacob Tullin Thams ·
1928: Alf Andersen ·
1932: Birger Ruud ·
1936: Birger Ruud ·
1948: Petter Hugsted ·
1952: Arnfinn Bergmann ·
1956: Antti Hyvärinen ·
1960: Helmut Recknagel ·
1964: Toralf Engan ·
1968: Vladimir Belooesov ·
1972: Wojciech Fortuna ·
1976: Karl Schnabl ·
1980: Jouko Törmänen ·
1984: Matti Nykänen ·
1988: Matti Nykänen ·
1992: Toni Nieminen ·
1994: Jens Weißflog ·
1998: Kazuyoshi Funaki ·
2002: Simon Ammann ·
2006: Thomas Morgenstern ·
2010: Simon Ammann ·
2014: Kamil Stoch ·
2018: Kamil Stoch ·
2022: Marius Lindvik